# Mars Atmospheric Water Detector
Mars Atmospheric Water Detector, o MAWD, è uno strumento scientifico collocato a bordo della sonda spaziale statunitense Viking 1 Orbiter, lanciata il 20 agosto 1975 da Cape Canaveral ed entrata in orbita attorno a Marte il 19 giugno dell'anno seguente.
Lo strumento era costituito da uno spettrometro montato sulla piattaforma degli strumenti dell'orbiter, in grado di agire in maniera coordinata con le fotocamere di bordo e l'Infrared Thermal Mapper; il suo compito era la misurazione della radiazione infrarossa solare riflessa dalla superficie marziana, attraverso l'atmosfera, in direzione della sonda. Gli intervalli spettrali scelti corrispondevano con le lunghezze d'onda delle linee di assorbimento del vapore acqueo nella banda degli 1,4 micrometri; la quantità di vapore d'acqua rilevata era quantificata in una colonna compresa fra 1 e 100 micrometri, con un'accuratezza pari o inferiore al 5%. Il campo visuale istantaneo dello strumento era pari a 2×17 milliradianti; uno specchio rotante, in grado di spostare la visuale su 15 posizioni differenti, permetteva di controllare complessivamente un campo rettangolare di 17×31 milliradianti.
Lo strumento è stato dismesso il 7 agosto 1980.